# Merriweather Post Pavilion
Merriweather Post Pavilion – ósmy album pochodzącej z Baltimore grupy Animal Collective, wydany 6 stycznia 2009 roku przez Domino Recording Company. Singlami z płyty wybrano: My Girls, Summertime Clothes i Brother Sport. Jeszcze w tym samym roku grupa wydała EPkę Fall Be Kind.

## Tło i brzmienie
Nazwa płyty pochodzi od (nazywającej się tak samo) hali koncertowej w Columbii (Maryland), gdzie zespół koncertował i odnosi się do słuchania albumu na świeżym powietrzu, jak doradza zespół we wkładce do albumu. Z kolei okładka ze złudzeniem optycznym, które wydaje się poruszać inspirowana jest pracami japońskiego psychologa Akiyoshi Kitaoki.
Po nagraniu Strawberry Jam w styczniu 2007 roku, gitarzysta Deakin zdecydował się na odpoczynek. W efekcie zespół zaczął eksperymentować ze składem bez gitary, a na pierwszy plan wysunęły się instrumenty elektroniczne, zwłaszcza samplery (jak na płycie Person Pitch Panda Beara).

## Nagranie i wydanie

### Nagrywanie płyty
Zespół zdecydował się na producenta Bena H. Allena ze względu na „jego współpracę z Gnarls Barkley i jego tańszą opinię o albumie”. Allen zaskoczył zespół znajomością muzyki i pracą w Bad Boy Records i na przełomie 2007 i 2008 roku spotkali się, by nagrać album.
MPP nagrano w kameralnym studiu Sweet Tea w Oxfordzie. „Na Merriweather Post Pavilion, zespół chcieliśmy uchwycić żywy dźwięk na płycie, podobnie jak ma na Strawberry Jam. Jednak metody nagrywania na dwóch albumach były bardzo różne” twierdzi Noah Lennox. Podczas gdy na Strawberry Jam muzycy pracowali z żywymi instrumentami (gdzie nie można było zastosować efektu dub), na Merriweather Post Pavilion „nagrano prawie każdy dźwięk osobno na inny kanał, tak, że będziemy mieć pełną kontrolę nad każdym dźwiękiem w procesie miksowania”.
5 października 2008 zespół ostatecznie ogłosił na swojej stronie internetowej powstanie albumu podając listę utworów. W listopadzie 2008 roku do Internetu wyciekł utwór „Brother Sport”, ale został szybko usunięty (m.in. z witryny Pitchforka i bloga Grizzly Bear) przez Web Sherrif.

### Wydanie
Najpierw album został wydany na winylu w Stanach Zjednoczonych dnia 6 stycznia 2009 r. Album pojawił się na winylu i CD 12 stycznia w Wielkiej Brytanii. W Stanach pojawił się ostatecznie na CD i w Internecie 20 stycznia 2009 roku. W lutym zadebiutował na listach sprzedaży.

## Recenzje
Krytycy dobrze przyjęli album i, mimo styczniowego wydania, nazywali go jednym z najlepszych wydawnictwem 2009 roku. Na stronie Metacritic płyta otrzymała 89 punktów na 100 możliwych. Chwalony jako najbardziej przystępny z dość awangardowego dorobku grupy album, zyskał u krytyków punkty za inspiracje grupą Beach Boys. Gazeta The A.V. Club stwierdziła, że to „podsumowanie i rozszerzenie wszystkiego, co Animal Collective zrobiło do tej pory, z większym naciskiem na melodię i bardziej śmiałymi wokalami, które napędzają piosenki”. Wśród krytyków znaleźli się redaktorzy Porcys.com i „The Boston Phoenix” („nie ma zabawy i spontaniczności, które znaczyły tak wiele dla tej grupy”).
Witryna Pitchfork opisała album jako „uderzający w swej bezpośredniości i jawiący się jako przyjazny i gościnny”. Strona umieściła go na pierwszym miejscu swojej listy najlepszych albumów 2009 roku, a single „My Girls” i „Brother Sport” znalazły się na 1. i 23. miejscu analogicznej listy. Podsumowując dekadę Pitchfork umieścił MPP na 14. miejscu listy 200. albumów, a „My Girls” uznał za 9. najlepszy utwór z lat 2000-2009. Magazyn Rolling Stone uznał MPP za 14., a magazyny „Spin”, KEXP oraz Entertainment Weekly za najlepszy album roku.

## Lista utworów
Piosenki napisane i skomponowane przez Animal Collective, wyjątek w nawiasie.
1. „In the Flowers” – 5:22
2. „My Girls” – 5:40
3. „Also Frightened” – 5:14
4. „Summertime Clothes” – 4:30
5. „Daily Routine” – 5:46
6. „Bluish” – 5:13
7. „Guy’s Eyes” – 4:30
8. „Taste” – 3:53
9. „Lion in a Coma” (Animal Collective, Lathozi Mpahleni Manquin Madosini) – 4:12
10. „No More Runnin” – 4:23
11. „Brother Sport” – 5:59

## Pozycje na listach
- Billboard 200: #13[14]
- Billboard Independent Albums: #2[14]
- UK Albums Chart: #26
- Australian ARIA Chart: #63[15]
- Spanish Albums Chart: #86